# SV Racing Club Aruba
SV Racing Club Aruba is een Arubaanse voetbalclub uit de hoofdstad Oranjestad. Het is een van de twee clubs uit Aruba die de Kopa Antiano wist te winnen.

## Erelijst
Landskampioen
- 1960, 1964, 1967, 1978, 1979, 1986, 1987, 1991, 1994, 2002, 2008, 2011, 2012, 2015, 2016, 2019

Kopa Antiano
- 1965

Copa Betico Croes
- winnaar in 2012, 2016
- finalist in 2013, 2014

## Racing Club internationaal
- Q = voorronde
- 1R = eerste ronde

| Seizoen | Competitie    | Ronde | Land                                      | Club         | Score    |
| ------- | ------------- | ----- | ----------------------------------------- | ------------ | -------- |
| 1992    | Champions Cup | 1R    | Vlag van Nederlandse Antillen (1986-2010) | RKVFC Sithoc | 3-2, 2-5 |
| 1992    | Champions Cup | Q     | Vlag van Suriname                         | SV Robinhood | 2-1, 0-7 |